# Едді Бартолоцці
Едді Енріке Бартолоцці (ісп. Eddy Enrique Bartolozzi; нар. 9 липня 1977, Сьюдад-Болівар, штат Болівар) — венесуельський борець греко-римського стилю, срібний та триразовий бронзовий призер Панамериканських чемпіонатів, срібний та дворазовий бронзовий призер Панамериканських ігор, дворазовий срібний призер Центральноамериканських і Карибських ігор, учасник Олімпійських ігор.

## Життєпис
Боротьбою почав займатися з 1990 року.
Виступає за борцівський клуб штату Болівар. Тренер — Максімо Морено (з 1990).

## Спортивні результати на міжнародних змаганнях

### Виступи на Олімпіадах
| Змагання                    | Збірна    | Вагова категорія                 | Місце |
| --------------------------- | --------- | -------------------------------- | ----- |
| Літні Олімпійські ігри 2000 | Венесуела | греко-римська боротьба, до 85 кг | 11    |

### Виступи на Чемпіонатах світу
| Змагання                        | Збірна    | Вагова категорія                 | Місце |
| ------------------------------- | --------- | -------------------------------- | ----- |
| Чемпіонат світу з боротьби 1997 | Венесуела | греко-римська боротьба, до 85 кг | 23    |
| Чемпіонат світу з боротьби 1999 | Венесуела | греко-римська боротьба, до 85 кг | 18    |
| Чемпіонат світу з боротьби 2003 | Венесуела | греко-римська боротьба, до 84 кг | 32    |
| Чемпіонат світу з боротьби 2007 | Венесуела | греко-римська боротьба, до 84 кг | 32    |
| Чемпіонат світу з боротьби 2010 | Венесуела | греко-римська боротьба, до 84 кг | 27    |

### Виступи на Панамериканських чемпіонатах
| Змагання                                   | Збірна    | Вагова категорія                 | Місце  |
| ------------------------------------------ | --------- | -------------------------------- | ------ |
| Панамериканський чемпіонат з боротьби 1998 | Венесуела | греко-римська боротьба, до 85 кг | 5      |
| Панамериканський чемпіонат з боротьби 2000 | Венесуела | греко-римська боротьба, до 85 кг | Бронза |
| Панамериканський чемпіонат з боротьби 2002 | Венесуела | греко-римська боротьба, до 96 кг | Срібло |
| Панамериканський чемпіонат з боротьби 2006 | Венесуела | греко-римська боротьба, до 84 кг | Бронза |
| Панамериканський чемпіонат з боротьби 2007 | Венесуела | греко-римська боротьба, до 84 кг | 5      |
| Панамериканський чемпіонат з боротьби 2008 | Венесуела | греко-римська боротьба, до 84 кг | 7      |
| Панамериканський чемпіонат з боротьби 2009 | Венесуела | греко-римська боротьба, до 84 кг | Бронза |

### Виступи на Панамериканських іграх
| Змагання                  | Збірна    | Вагова категорія                 | Місце  |
| ------------------------- | --------- | -------------------------------- | ------ |
| Панамериканські ігри 1999 | Венесуела | греко-римська боротьба, до 85 кг | Бронза |
| Панамериканські ігри 2003 | Венесуела | греко-римська боротьба, до 84 кг | Бронза |
| Панамериканські ігри 2007 | Венесуела | греко-римська боротьба, до 84 кг | Срібло |

### Виступи на Центральноамериканських і Карибських іграх
| Змагання                                               | Збірна    | Вагова категорія                 | Місце  |
| ------------------------------------------------------ | --------- | -------------------------------- | ------ |
| Центральноамериканські і Карибські ігри 2006           | Венесуела | греко-римська боротьба, до 84 кг | Срібло |
| Центральноамериканські і Карибські ігри 2010 (Маягуес) | Венесуела | греко-римська боротьба, до 84 кг | Срібло |

### Виступи на інших змаганнях
| Змагання                                                          | Збірна    | Вагова категорія                 | Місце |
| ----------------------------------------------------------------- | --------- | -------------------------------- | ----- |
| Олімпійський кваліфікаційний турнір з боротьби 2000 (Александрія) | Венесуела | греко-римська боротьба, до 85 кг | 7     |
| Олімпійський кваліфікаційний турнір з боротьби 2004 (Новий Сад)   | Венесуела | греко-римська боротьба, до 96 кг | 27    |
| Олімпійський кваліфікаційний турнір з боротьби 2008 (Роме-Остія)  | Венесуела | греко-римська боротьба, до 84 кг | 17    |
| Олімпійський кваліфікаційний турнір з боротьби 2008 (Новий Сад)   | Венесуела | греко-римська боротьба, до 84 кг | 11    |

### Виступи на змаганнях молодших вікових груп
| Змагання                                      | Збірна    | Вагова категорія                 | Місце |
| --------------------------------------------- | --------- | -------------------------------- | ----- |
| Чемпіонат світу з боротьби серед юніорів 1997 | Венесуела | греко-римська боротьба, до 83 кг | 5     |